# Pi tréma
Cette page contient des caractères spéciaux ou non latins. S’ils s’affichent mal (▯, ?, etc.), consultez la page d’aide Unicode.
Pi tréma (capitale: Π̈, minuscule: π̈) est une lettre additionnelle grecque qui a été utilisée dans l’écriture du macédonien. Il s’agit de la lettre Π diacritée d’un tréma.

## Utilisation
Le pi tréma a été utilisé dans l’écriture du macédonien, notamment dans l’Évangéliaire de Kulakia.

## Représentations informatiques
Le pi tréma peut être représente avec les caractères Unicode suivants (grec et copte, diacritiques):
| formes    | représentations | chaînes de caractères | points de code | descriptions                                  |
| --------- | --------------- | --------------------- | -------------- | --------------------------------------------- |
| capitale  | Π̈               | Π◌̈                    | U+03A0 U+0308  | lettre majuscule grecque pi diacritique tréma |
| minuscule | π̈               | π◌̈                    | U+03C0 U+0308  | lettre minuscule grecque pi diacritique tréma |